# Прапор Рєдкино
Прапор муніципального утворення селище Рєдкино Конаковського району Тверської області Російської Федерації — розпізнавально-правовий знак, що є офіційним символом муніципального утворення.
Прапор затверджено 8 вересня 2011 року та 2 листопада 2011 року внесено до Державного геральдичного реєстра Російської Федерації з присвоєнням реєстраційного номера 7204  .

## Опис
«Прямокутне полотнище, що відтворює композицію герба селища Рєдкино червоним, блакитним, білим, жовтим і чорним кольором».
Геральдичне опис герба говорить: «У червленому полі, з блакитним краєм обтяженою трьома срібними восьмикінцевими зірками і завершеною вузьким поясом, скомпонованим з чорних і срібних частин; що виходить золоте сонце (без зображення обличчя)».

## Обґрунтування символіки
Перші письмові згадки про Рєдкино відносяться до XVI століття. Довгий час Рєдкино було одним з невеликих сіл, що стояли осторонь Московського тракту. Ситуація змінилася з будівництвом у середині XIX століття Миколаївської залізниці та основою біля села півстанку. Важлива роль залізниці відбито на прапорі смугою, що складається з чорних і білих частин, традиційним символічним відображенням залізничних колій.
До початку XX століття тут ведуться активні торфорозробки та будується казенний торфоксокувальний завод. Закладена виробнича база послужила основою активного зростання хімічної промисловості. Згодом виробництво розвивалося і Рєдкинський торфокомбінат у 1957 році стає Досвідченим заводом хімічної промисловості. Досягнення рідкинських хіміків знайшли своє застосування на виробництвах Росії та за кордоном. Прапор мовою символів та алегорій відображає містоутворюючу галузь селища Редкіне.
Сонце у поєднанні з червоним полем символізує оновлення, переродження і є алегорією хімічних процесів, у яких одна речовина перетворюється на іншу. Цю символіку доповнює сама побудова полотнища, де блакитна частина зі срібними зірками переходить у червону з жовтим сонцем, що сходить.
Зірки як символ первісної енергії, що дає життя, образно показують непорушний зв'язок природи та діяльності людини. Зірки - символ обігу матерії та енергії, алегорія хімічної промисловості.
Зірка — традиційний символ дороговказу, цілеспрямованості та досягнення мети.
Сонце, що сходить, також відображає селище Рєдкино як молоде, що розвивається муніципальне утворення.
Жовтий колір (золото) - символ поваги та інтелекту, багатства та стабільності, енергії.
Білий колір ( срібло ) - символ чистоти, досконалості, миру та взаєморозуміння.
Червоний колір — символ мужності, сили, праці, краси та свята.
Блакитний колір ( блакит ) - символ честі, шляхетності, духовності.
Чорний колір - символ мудрості, скромності, багатства надр.